# US Open 2018 (gra pojedyncza na quadach)
US Open 2018 – gra pojedyncza na quadach – zawody singlowe na quadach, rozgrywane w ramach ostatniego, czwartego w sezonie wielkoszlemowego turnieju tenisowego, US Open. Zmagania miały miejsce w dniach 7–9 września na twardych kortach USTA Billie Jean King National Tennis Center w Nowym Jorku.

## Zawodnicy rozstawieni
| Numer | Tenisista    | Osiągnięcie |
| ----- | ------------ | ----------- |
| 01    | David Wagner | finał       |
| 02    | Dylan Alcott | zwycięstwo  |

## Drabinka

#### Klucz
- w/o – walkower
- k – krecz
- d – dyskwalifikacja
- Q – kwalifikant
- WC – dzika karta
- LL – szczęśliwy przegrany
- Alt – zawodnik zastępczy
- PR – ochrona rankingu
- SE – specjalna przepustka
- ITF – ranking ITF
- JE – ranking juniorski

### Faza finałowa
|  |       |              |   |   |  |
|  | Finał |              |   |   |  |
|  |       |              |   |   |  |
|  |       |              |   |   |  |
|  |       |              |   |   |  |
|  | 2     | Dylan Alcott | 7 | 6 |  |
|  | 2     | Dylan Alcott | 7 | 6 |  |
|  | 1     | David Wagner | 5 | 2 |  |
|  | 1     | David Wagner | 5 | 2 |  |
|  |       |              |   |   |  |

### Faza grupowa
|    |                  | David Wagner        | Dylan Alcott             | Andrew Lapthorne         | Bryan Barten        | Mecze W–L | Sety W–L | Gemy W–L | Miejsce |
| 1  | David Wagner     |                     | 3:6, 5:7 7 września      | 6:2, 6:4 7 września      | 6:0, 6:1 8 września | 2–1       | 4–2      | 32–20    | 2.      |
| 2  | Dylan Alcott     | 6:3, 7:5 7 września |                          | 6:0, 3:6, 6:0 8 września | 6:3, 6:1 7 września | 3–0       | 6–1      | 40–18    | 1.      |
|    | Andrew Lapthorne | 2:6, 4:6 7 września | 0:6, 6:3, 0:6 8 września |                          | 6:1, 6:4 7 września | 1–2       | 3–4      | 24–32    | 3.      |
| WC | Bryan Barten     | 0:6, 1:6 8 września | 3:6, 1:6 7 września      | 1:6, 4:6 7 września      |                     | 0–3       | 0–6      | 10–36    | 4.      |

## Pula nagród
| Runda           | Punkty |
| Zwycięzca       | 800    |
| Finalista       | 500    |
| Trzecie miejsce | 375    |
| Czwarte miejsce | 100    |